# Heterospathe salomonensis
Heterospathe salomonensis är en enhjärtbladig växtart som beskrevs av Odoardo Beccari. Heterospathe salomonensis ingår i släktet Heterospathe och familjen Arecaceae. Inga underarter finns listade i Catalogue of Life.